# Balthazar Georges Sage
Balthazar Georges Sage (Parigi, 7 marzo 1740 – 9 settembre 1824) è stato un chimico e mineralogista francese.

## Biografia
Nel 1770 subentrò a Guillaume-François Rouelle, deceduto quell'anno, nell'Accademia francese delle scienze. Accademico, fautore del conservatorismo sociale, fu oppositore delle idee rivoluzionarie. Nel 1805 venne allontanato dalle sue cariche e condusse gli ultimi anni della sua vita in miseria.

## Opere
- L'art d'essayer l'or et l'argent. Tableau comparé de la Coupellation des Substances métalliques, par le moyen du Plomb ou du Bismuth. Procédés pour obtenir l'Or plus pur que par la voie du Départ, à Paris à l'imprimerie de Monsieur, 1780, in-8°, xij et 112 p., 4 planches hors-texte, approbation et privilège du roi.
- Description méthodique du Cabinet de l'École Royal des Mines, Paris : Imprimerie Royale, 1784
- Analyse Chimique Et Concordance Des Trois Règnes, Paris : Imprimerie Royale, 1786
- Phénomènes que présente la destruction des corps des animaux après leur mort, Paris : Impr. de P. Didot l'aîné, 1817, in-8°, VIII-34 p.
- Analyse du lait de vache, suivie de la liste chronologique des ouvrages publiés dans l'espace de cinquante-un ans par B.-G. Sage, Paris : Impr. de P. Didot l'aîné, 1820, in-8°, 21 p